# アメリカの町
『アメリカの町』（あめりかのまち）は、BS-TBSで放送されている紀行番組である。知られざるアメリカの姿を紹介するべく、毎回、町の歴史、風習、ソウルフードなどを取材し発掘していく。本放送が終了した後も、過去放送分の再放送を繰り返している（まれに、新作が追加される）。 

## ラインナップ

### 第1期
|    |      | 州                 | （都市）                 | 副題                             | 初放送日       | 再放送日       |
| -- | ---- | ------------------ | ------------------------ | -------------------------------- | -------------- | -------------- |
| 1  | 前編 | アリゾナ州         | アリゾナ州               | 母なる道ルート６６               | 2009年4月24日  | 2009年6月4日   |
| 1  | 後編 | ニューメキシコ州   | ニューメキシコ州         | スピリチュアルな大地             | 2009年4月24日  | 2009年6月11日  |
| 2  | 前編 | フロリダ州         | マイアミ                 | キューバ移民が活きる町           | 2009年5月15日  | 2009年6月18日  |
| 2  | 後編 | フロリダ州         | キーウエスト             | 芸術家たちが流れ着く町           | 2009年5月15日  | 2009年6月25日  |
| 3  | 前編 | ニューヨーク州     | ブルックリン             | 多様な文化が混在する町           | 2009年6月5日   | 2009年7月2日   |
| 3  | 後編 | ニューヨーク州     | ラインベック             | ハドソン川の宝石と呼ばれる町     | 2009年6月5日   | 2009年7月9日   |
| 4  | 前編 | オレゴン州         | ポートランド             | 自然の中に優しさが実る町         |                | 2009年7月16日  |
| 4  | 後編 | ワシントン州       | ワシントン州             | カスケード・ループで旅する町     | 2009年7月23日  |                |
| 5  | 前編 | カリフォルニア州   | サンタ・クルズ           | サーファーが集う町               |                | 2009年7月30日  |
| 5  | 後編 | カリフォルニア州   | ジョシュアツリー周辺     | 砂漠の中の町                     | 2009年9月3日   |                |
| 6  | 前編 | イリノイ州         | シカゴ                   | ブルースが聴こえる町             |                | 2009年9月10日  |
| 6  | 後編 | イリノイ州         | アーサー周辺             | アーミッシュの町                 | 2009年9月17日  |                |
| 7  | 前編 | ワイオミング州     | ワイオミング州           | アメリカで一番美しい公園の町     |                | 2009年9月24日  |
| 7  | 後編 | サウス・ダコタ州   | サウス・ダコタ州         | 偉大な肖像が刻まれた町           | 2009年10月1日  |                |
| 8  | 前編 | モンタナ州         | ボーズマン               | 恐竜とカウボーイの町             | 2009年9月18日  | 2009年11月5日  |
| 8  | 後編 | モンタナ州         | グレーシャー国立公園     | 氷河の風景を遺す町               | 2009年9月18日  | 2009年11月12日 |
| 9  | 前編 | ミズーリ州         | ブランソン               | ライブ音楽の聖地                 | 2009年11月19日 |                |
| 9  | 後編 | ミズーリ州         | ハンニバル               | トム・ソーヤーが生き続ける町     | 2009年11月26日 |                |
| 10 | 前編 | コロラド州         | デュランゴ               | 蒸気機関車の走る町               | 2010年1月7日   |                |
| 10 | 後編 | コロラド州         | ボルダー                 | ロッキーの豊かな自然に根ざした町 | 2010年1月14日  |                |
| 11 | 前編 | コネティカット州   | ニューヘブン他           | 「全米最古」が残る町             | 2010年1月21日  |                |
| 11 | 後編 | バーモント州       | グラフトン他             | ニューイングランドの美しき町     | 2010年1月28日  |                |
| 12 | 前編 | マサチューセッツ州 | プリマス＆ボストン       | アメリカの始まりの町             | 2010年10月22日 |                |
| 12 | 後編 | メイン州           | ポートランド＆ルーベック | アメリカ最東端 海と共にある町    | 2010年10月29日 |                |
| 13 | 前編 | ノースカロライナ州 | チャペル・ヒル           | 学生の町で楽しむ名物料理         | 2010年12月3日  |                |
| 13 | 後編 | ジョージア州       | メイコン                 | サザン・ソング＆ソウルの町       | 2010年12月10日 |                |
| 14 | 前編 | アラバマ州         | バーミングハム           | 公民権運動が盛んだった町         | 2010年12月17日 |                |
| 14 | 後編 | アラバマ州         | ドーサン                 | ピーナッツ畑が広がる町           | 2010年12月24日 |                |
| 15 | 前編 | ミネソタ州         | ブレイナード             | 冬の楽しみがある町               | 2011年2月4日   |                |
| 15 | 後編 | ミネソタ州         | ミネアポリス             | ミネアポリスサウンドを生んだ町   | 2011年2月11日  |                |
| 16 | 前編 | ルイジアナ州       | ユーニス、オペルーサス   | ケイジャン音楽の響く町           | 2011年2月18日  |                |
| 16 | 後編 | ルイジアナ州       | ナキトッシュ             | ルイジアナ州最古の町             | 2011年2月25日  |                |

### 第2期（追加制作回）
|    | 州               | （都市）         | 副題                                   | 放送日         |
| -- | ---------------- | ---------------- | -------------------------------------- | -------------- |
| 33 | -                | -                | アメリカのローカルフード＆ミュージック | 2011年6月8日   |
| 34 | テキサス州       | オースティン     | ライブミュージックの町                 | 2011年8月3日   |
| 35 | ニューメキシコ州 | サンタフェ       | 原点を探る旅                           | 2011年10月24日 |
| 36 | ペンシルベニア州 | フィラデルフィア | アメリカ合衆国が誕生した町             | 2012年10月20日 |
| 37 | ミシシッピ州     | -                | デルタ・ブルースの生まれた町           | 2012年3月26日  |